# Aimophila
Aimophila – rodzaj ptaków z rodziny pasówek (Passerellidae).

## Występowanie
Rodzaj obejmuje gatunki występujące w Ameryce Północnej (włącznie z Centralną).

## Morfologia
Długość ciała 13,5–20 cm, masa ciała 15,2–49,7 g.

## Systematyka

### Etymologia
Nazwa rodzajowa jest połączeniem słów z języka greckiego: αιμος aimos – „zagajnik, gąszcz” oraz φιλος philos – „miłośnik”. Aluzja do krzaczastych siedlisk, które zamieszkują ptaki z rodzaju Aimophila.

### Gatunek typowy
Aimophila rufescens (Swainson) = Pipilo rufescens Swainson

### Podział systematyczny
Do rodzaju należą następujące gatunki:
- Aimophila rufescens (Swainson, 1827) – gajówek rdzawy
- Aimophila ruficeps (Cassin, 1852) – gajówek rdzawołbisty
- Aimophila notosticta (P.L. Sclater & Salvin, 1868) – gajówek czarnodzioby